# Liste des universités au Québec
La liste des universités au Québec répertorie les personnes morales situées dans la province de Québec, au Canada, qui ont le statut d'université. Au nombre de 20, elles n'ont pas de statut public même si leur principal bailleur de fonds est le gouvernement du Québec et même si elles sont subventionnées selon les mêmes règles. Depuis 1967, toutes les universités existent comme université en vertu de lois de l'Assemblée nationale. Des 20 personnes morales, dix-neuf accueillent des étudiants et une, l'Université du Québec, agit comme organe de coordination du réseau de l'Université du Québec qui comporte dix universités, écoles et institut (UQAM, UQAT, UQAC, UQO, UQAR, UQTR, INRS, ÉNAP, ÉTS, TÉLUQ). Un second réseau existe, celui de l'Université de Montréal qui collabore avec ses deux universités associées (HEC et Polytechnique). Enfin, s'ajoute en juin 2021 le Collège militaire royal de Saint-Jean qui obtient son statut d'université

## Liste
Le tableau suivant synthétise les renseignements relatifs aux universités québécoises. 
Il permet également de comparer le nombre total d'inscriptions ainsi que la valeur équivalente en termes d'étudiants à temps plein, appelée l'EETP, où 1 EETP correspond à 1 étudiant en équivalence au temps plein. Cette unité correspond à 30 crédits inscrits et financés par an. Donc un étudiant à temps partiel ou même certains étudiants à temps plein peuvent compter pour moins que 1 EETP, étant donné que la définition de temps plein varie d’un établissement à l’autre et d’un cycle à l’autre, même si les programmes sont généralement conçus pour 15 crédits par session. Attention de ne pas confondre l'EETP avec le nombre d'étudiants à temps plein et à temps partiel, ni avec le nombre total d'inscrits.
Les différences entre les effectifs tels que rapportés par diverses sources pour une même année sont soit dues à ces différentes façons de mesurer, soit à des regroupements implicites : à l'Université de Montréal, on additionne souvent ses deux universités associées (HEC et Polytechnique) qui sont souvent représentées comme des composantes alors qu’elles ont leur personnalité juridique propre. Aussi, pour certaines anciennes années, l’Université TÉLUQ était fusionnée avec l’UQAM et sa fréquentation n’était pas nécessairement distincte.
| Réseau                 | Nom de l'établissement (Personne morale)       | Classification | Siège social             | Langue d’enseignement principale | EETP 2018-2019 (GDEU) | Inscriptions 2021-2022 |
| ---------------------- | ---------------------------------------------- | --- | ------------------------ | -------------------------------- | --------------------- | ---------------------- |
| Université du Québec   | Université du Québec en Abitibi-Témiscamingue  | Université de premier cycle (au moins 10 % des diplômes de premier cycle accordés sont des baccalauréats et moins de 50 maîtrises ont été accordées)                    | Rouyn-Noranda            | Français                         | 2 221                 | 5 268                  |
| Université du Québec   | Université du Québec à Chicoutimi              | Grande université de 2e cycle (université a accordé au moins 200 diplômes de maîtrise)                                                                                  | Saguenay                 | Français                         | 5 106                 | 6 204                  |
| Université du Québec   | Université du Québec en Outaouais              | Moyenne université de 2e cycle (université a accordé entre 100 et 199 diplômes de maîtrise)                                                                             | Gatineau                 | Français                         | 5 021                 | 6 544                  |
| Université du Québec   | Université du Québec à Montréal                | Université de recherche – Basse intensité (de 0 % à 15 % du budget de dépenses en recherche subventionnée)                                                              | Montréal                 | Français                         | 26 259                | 36 615                 |
| Université du Québec   | Université du Québec à Rimouski                | Moyenne université de 2e cycle (université a accordé entre 100 et 199 diplômes de maîtrise)                                                                             | Rimouski                 | Français                         | 3 989                 | 6 614                  |
| Université du Québec   | Université du Québec à Trois-Rivières          | Université de recherche – Basse intensité (de 0 % à 15 % du budget de dépenses en recherche subventionnée)                                                              | Trois-Rivières           | Français                         | 10 062                | 15 184                 |
| Université du Québec   | École nationale d'administration publique      | Institution spécialisée (au moins 75 % des diplômes accordés dans un domaine précis ou dans des domaines connexes) en administration publique                           | Québec                   | Français                         | 648                   | 1 907                  |
| Université du Québec   | École de technologie supérieure                | Institution spécialisée (au moins 75 % des diplômes accordés dans un domaine précis ou dans des domaines connexes) en génie                                             | Montréal                 | Français                         | 8 253                 | 8 763                  |
| Université du Québec   | Institut national de la recherche scientifique | Université de recherche – Haute intensité (plus de 30 % du budget de dépenses en recherche subventionnée)                                                               | Québec                   | Français                         | 475                   | 700                    |
| Université du Québec   | Université TÉLUQ                               | Université de premier cycle (au moins 10 % des diplômes de premier cycle accordés sont des baccalauréats et moins de 50 maîtrises ont été accordées)                    | Québec                   | Français                         | 3 680                 | 5 345                  |
| Université du Québec   | Université du Québec (siège social)            | |                          |                                  |                       |                        |
|                        | Université Bishop's                            | Université de premier cycle (au moins 10 % des diplômes de premier cycle accordés sont des baccalauréats et moins de 50 maîtrises ont été accordées)                    | Sherbrooke               | Anglais                          | 2 634                 | 2 909                  |
|                        | Université Concordia                           | Université de recherche – Basse intensité (de 0 % à 15 % du budget de dépenses en recherche subventionnée)                                                              | Montréal                 | Anglais                          | 30 001                | 39 274                 |
|                        | Université de Sherbrooke                       | Université de recherche – Moyenne intensité (entre 16 % et 29 % du budget de dépenses en recherche subventionnée)                                                       | Sherbrooke               | Français                         | 20 588                | 25 901                 |
|                        | Université Laval                               | Université de recherche – Haute intensité (plus de 30 % du budget de dépenses en recherche subventionnée)                                                               | Québec                   | Français                         | 33 652                | 48 072                 |
|                        | Université McGill                              | Université de recherche – Haute intensité (plus de 30 % du budget de dépenses en recherche subventionnée)                                                               | Montréal                 | Anglais                          | 32 439                | 36 430                 |
| Université de Montréal | Université de Montréal                         | Université de recherche – Haute intensité (plus de 30 % du budget de dépenses en recherche subventionnée)                                                               | Montréal                 | Français                         | 38 867                | 46 893                 |
| Université de Montréal | HEC Montréal                                   | Institution spécialisée (au moins 75 % des diplômes accordés dans un domaine précis ou dans des domaines connexes) en gestion et commerce                               | Montréal                 | Français                         | 9 230                 | 14 355                 |
| Université de Montréal | Polytechnique Montréal                         | Institution spécialisée (au moins 75 % des diplômes accordés dans un domaine précis ou dans des domaines connexes) en génie                                             | Montréal                 | Français                         | 7 108                 | 9 687                  |
|                        | Collège militaire royal de Saint-Jean          | Institution spécialisée (au moins 75 % des diplômes accordés dans un domaine précis ou dans des domaines connexes) vouée à la formation des militaires au premier cycle | Saint-Jean-sur-Richelieu | Français et anglais              | ---                   | 300                    |